# Орсьер
Орсье́р (фр. Orcières, окс. Orsiera) — коммуна во Франции, находится в регионе Прованс — Альпы — Лазурный Берег. Департамент коммуны — Верхние Альпы. Главный город кантона Орсьер. Округ коммуны — Гап.
Код INSEE коммуны — 05096.
Часть коммуны расположена на территории национального парка Экрен. На высоте 1850 м над уровнем моря находится горнолыжный курорт Мерлет.

## Население
Население коммуны на 2008 год составляло 700 человек.
| 1962 | 1968 | 1975 | 1982 | 1990 | 1999 | 2008 |
| ---- | ---- | ---- | ---- | ---- | ---- | ---- |
| 514  | 734  | 855  | 890  | 841  | 810  | 700  |

## Экономика
В 2007 году среди 481 человек в трудоспособном возрасте (15—64 лет) 394 были экономически активными, 87 — неактивными (показатель активности — 81,9 %, в 1999 году было 76,1 %). Из 394 активных работали 383 человека (207 мужчин и 176 женщин), безработных было 11 (6 мужчин и 5 женщин). Среди 87 неактивных 29 человек были учениками или студентами, 37 — пенсионерами, 21 были неактивными по другим причинам.